# Сера (уезд)
Сера (яп. 世羅郡 Сэра-гун) уезд расположен в префектуре Хиросима, Япония.

Расположение уезда Сера в префектуре Хиросима.

По оценкам на 1 апреля 2017 года, население составляет 15,910 человек, площадь 278,14 км², плотность 57,2 человек / км².

## История
Уезд Сера был основан в 1878 году. В 1889 году был разделен на 13 муниципалитетов: Хигаси, Хигаси, Хиросада, Канда, Кодан, Микава, Нисиота, Огуни, Оми, Цукуси, Цуна, Уэда и Есикава-сан. В 1898 году сформировался посёлок Кодан.
С объединением муниципалитетов в середине 1950-х годов сформировались посёлки Сераниси (1954) и Сера (1955). В 1950-х годах в уезде существовало три посёлка.
1 октября 2004 года произошло слияние посёлка Сера с посёлками Кодан и Сераниси.

## Посёлки и сёла
- Сера